# 雷佐
雷佐（義大利語：Rezzo），是意大利因佩里亚省的一个市镇。总面积37.42平方公里，人口389人，人口密度10.4人/平方公里（2009年）。ISTAT代码为008049。